# Visione del beato Ermanno Giuseppe
La Visione del beato Ermanno Giuseppe, anche noto come Fidanzamento mistico del beato Ermanno Giuseppe con la Vergine Maria, è un dipinto ad olio su tela realizzato tra il 1629 e il 1630 da Antoon van Dyck e conservato presso il Kunsthistorisches Museum di Vienna.

## Storia
Nel 1627 van Dyck, dopo aver trascorso gli anni precedenti tra la Sicilia, Genova e la Provenza, tornò ad Anversa, sua città natale. Lì si occupò di una serie di dipinti a carattere religioso, tra i quali diversi destinati alla Chiesa di San Carlo Borromeo, all'epoca dedicata a Sant'Ignazio di Loyola, commissionati dalla gesuita Confraternita dei Celibi. L'anno seguente lo stesso artista divenne membro della confraternita, e la Visione è proprio uno degli incarichi affidatigli dalla Confraternita in quel periodo.

## Descrizione
Si tratta di una tela che raffigura Ermanno Giuseppe di Colonia, religioso tedesco vissuto tra il XII e il XIII secolo, appartenente all'ordine premostratense e formalmente riconosciuto come santo soltanto nel 1958. Consacrato alla Vergine, secondo la leggenda ella gli sarebbe apparsa più volte nel corso della vita. Durante una visione estatica gli apparve insieme a due angeli, per suggellare il matrimonio mistico con il religioso: tale episodio sarebbe proprio il soggetto del dipinto. La forte devozione mariana del sacerdote, le numerose visioni e gli scritti dedicati a Maria valsero ad Ermanno il secondo nome di Giuseppe, dato dai confratelli.
Antoon van Dyck realizzò l'opera ispirandosi senza dubbio alla Visione di santa Teresa d'Avila del suo maestro, Peter Paul Rubens, e mostra consistenti analogie con la sua precedente tela della Incoronazione di santa Rosalia. L'artista scelse di rappresentare il santo inginocchiato, con un'espressione devota, mentre la Vergine risulta più distaccata.